# بيت إبو عسر الاسفل (الرضمة)

تعديل مصدري - تعديل

بيت أبو عسر الاسفل محلة تابعة لقرية بيت أبو عسر الاعلى، التابعة لعزلة كحلان بمديرية الرضمة إحدى مديريات محافظة إب في الجمهورية اليمنية.، بلغ تعداد سكانها 140 حسب تعداد اليمن لعام 2004.